# Myrcia almasensis
Myrcia almasensis  es una especie de planta fanerógama en la familia de las Myrtaceae. 

## Distribución y hábitat
Es endémica de Brasil en la Caatinga y el Cerrado.

## Taxonomía
Myrcia almasensis fue descrita por Eimear Nic Lughadha y publicado en Kew Bulletin 49(2): 322–323. 1994.